# Keith Watson
Keith Watson (Livingston, 14 novembre 1989) è un calciatore scozzese, difensore dell'Arbroath.

## Carriera
Ha giocato nella prima divisione scozzese.

## Palmarès

### Club

#### Competizioni nazionali
- Coppa di Scozia: 1

Dundee Utd: 2009-2010
- Scottish Challenge Cup: 1

Ross County: 2018-2019
- Scottish Championship: 1

Ross County: 2018-2019
- Scottish League One: 1

Arbroath: 2024-2025